# Allocasuarina luehmannii
Allocasuarina luehmannii (en idioma anglès: buloke o bull-oak "roure toro") és una espècie d'arbre de la família casuarinaceae i planta nativa d'Austràlia oriental i meridional, principalment al nord i oest de la Great Dividing Range i dins la Murray-Darling Basin.
La Shire of Buloke a Victòria, Austràlia rep el seu nom per aquesta espècie d'arbre.
Es considera que té la fusta més dura del món amb una duresa en  l'escala de Janka de 5.060lbf.

## Galeria

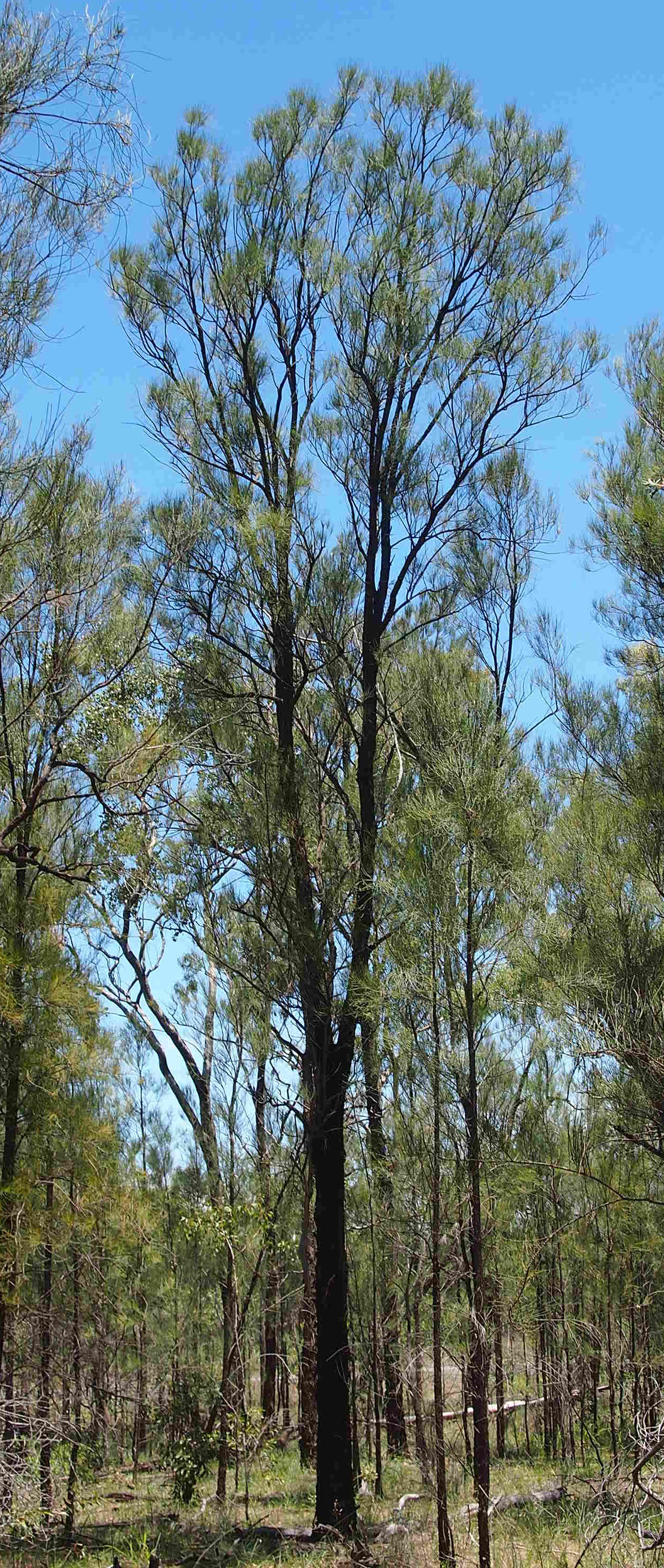
Arbre Bull oak, coastal Central Queensland.